# Taguilalet
Taguilalet è uno dei cinque comuni del dipartimento di Mederdra, situato nella regione di Trarza in Mauritania. Nel censimento della popolazione del 2000 contava 2.726 abitanti.